# Scapheremaeus stratus
Scapheremaeus stratus är en kvalsterart som beskrevs av Hammer 1958. Scapheremaeus stratus ingår i släktet Scapheremaeus och familjen Cymbaeremaeidae. Inga underarter finns listade i Catalogue of Life.